# カーンチープラム
座標: 北緯12度49分 東経79度43分 / 北緯12.82度 東経79.71度
カーンチープラム（ヒンディー語: काँचीपुरम kām̐cīpuram、タミル語: காஞ்சிபுரம் kāñcipuram、英語: Kanchipuram）は、インドのタミル・ナードゥ州にある古都で、現在はカーンチープラム県の県庁所在地。

## 都市名
カーンチープラムの表記にはいくつかあり、現地語であるタミル語の表記ではカーンチプラム （காஞ்சீபுரம்）と表記される。イギリス統治下ではカンジーヴァラム （Conjeevaram） と表記されていた。
また、カーンチープラムは略して、カーンチー、カーンチ （காஞ்சி、Kanchi）と呼ばれることが多い。タミル語の古典には、カンジ （கஞ்சி）やカッチ （கச்சி） という名で、仏典では香至という名で言及されている。
パーラール川沿いに発達し、パッラヴァ朝の首都であったため、市内には数多くの寺院が建立されている。

## 歴史
カーンチープラムは古くはパッラヴァ朝の首都であり、14世紀から15世紀にかけては南インドのヴィジャヤナガル王国とデカンのバフマニー朝の係争地であった。

## 経済
カーンチープラムは、絹織物のサリーの手織産業の町として有名である。

## 寺院
パッラヴァ朝の時代から数多くの寺院が建立されて、現在に続いている。
シヴァ神を祀るエーカンバラナータ寺院は、シヴァ教の五大聖地のうちのひとつに数えられており、シヴァ神が地水火風空のうちの「地」の姿を現す場所とされている。
その他、カーマークシ・アンマン寺院、ヴァラダラージャ・ペルマール寺院、クマーラ・コッタム寺院、ガジャペーシュヴァラル寺院、カイラーサナータ寺院などがある。
東65キロメートルのベンガル湾沿岸には、パッラヴァ朝の貿易港として栄えたマハーバリプラムがあり、7世紀を主時期とする建造物群はその重要性から世界遺産の文化遺産に登録されている。